# آدم كورل
آدم كورل (بالإنجليزية: Adam Curle)‏ (من 4 يوليو 1916 إلى 28 سبتمبر 2006) هو أكاديمي بريطاني وناشط السلام من الكويكرز. اسمه الكامل تشارلز توماس ويليام كورل؛ عُرِف لاحقًا بـ «آدم» باسم البلدة التي ولد فيها، جزيرة آدم، شمال باريس.

## الخلفية
والد كورل هو ريتشارد كورل، صحفي وكاتب وصديق لجوزيف كونراد. والدته كورديليا فيشر. تزوجت واحدةٌ من أخواتها، أدلين، من الملحن رالف فوجان ويليامز. كان على صلة أيضًا بالمؤرخ فريدريك ويليام مايتلاند والمصورة جوليا مارغريت كاميرون وفرجينيا وولف والفنانة فانيسا بيل.
التحق كور بمدرسة تشارترهاوس وبعد ذلك درس الأنثروبولوجيا في النيو كوليج، أكسفورد. تزوج من باميلا هوبسون في عام 1939 وكان للزوجين ابنتان، كريستينا وآنا. تطلّق كورل وهوبسون بعد بضع سنوات.

## الحياة المهنية
خدم كورل في الجيش البريطاني خلال الحرب العالمية الثانية، وترفّع إلى رتبة ميجور، وباقتراب نهاية خدمته، أصبح على دراية أوثق بالصدمات النفسية للنزاع بعمله مع أسرى الحرب في وحدة إعادة التوطين المدنية. بين عامي 1947-1950، عمل كورل في معهد تافيستوك للعلاقات الإنسانية في لندن. أصبح لاحقًا أكاديميًا، وعمل محاضرًا في علم النفس الاجتماعي بجامعة أكسفورد، ثم منذ عام 1952 فصاعدًا، أستاذًا في التربية وعلم النفس في جامعة كوليج آنذاك جنوب غرب إنجلترا، والتي أصبحت بعد ذلك بوقت قصير جامعة إكستر.
سافر بشكل واسع في أواخر الخمسينات من القرن العشرين، وخلال هذه الفترة أثناء تقديم المشورة للجنة التخطيط الباكستانية للشؤون الاجتماعية، التقى كورل مع عاملة صحية للمجتمع النيوزيلندي في باكستان الشرقية، آن إيدي، التي أصبحت زوجته الثانية، وأنجبت منه ابنة ثالثة. ديبورا. مع آن، انضم آدم إلى الكويكرز بينما كان يعمل أستاذاً للتعليم في جامعة غانا. في عام 1962 أسس مركز هارفرد للدراسات في التعليم والتنمية في جامعة هارفرد، وسافر على نطاق واسع، بما في ذلك نيجيريا وتونس وأمريكا الوسطى وبربادوس. بين عامي 1967 و1970 توسَّط في الحرب الأهلية النيجيرية وكذلك في الحرب الهندية الباكستانية. في عام 1973 اختير كورل أستاذًا أول لدراسات السلام في جامعة برادفورد، إنجلترا. بعد تقاعده من الجامعة في عام 1978، وتحت رعاية كويكر، وضِعت «أدوات التحويل» لكورل (بما في ذلك الوساطة وحل المشكلات والتفاوض وتحليل السياسات والمناصرة والنشاط اللاعنفي) في نطاق العمل في دول النزاع مثل زيمبابوي وجنوب أفريقيا وأيرلندا الشمالية وسريلانكا والبلقان.
ساعد في تأسيس مركز السلام واللاعنف وحقوق الإنسان، وهو منظمة غير حكومية مقرها في أوسيجيك، كرواتيا خلال الحرب الكرواتية 1991-1995. قام بالكثير لتأسيس دراسات السلام بمثابة نظام أكاديمي. في عام 2000 حصل على جائزة غاندي الدولية للسلام.
إلى جانب الكويكرية، كان آدم كورل مهتمًا بالبوذية التبتية والدالاي لاما.
في عام 1981 كتب كورل: «أنا قلق على الوضع الإنساني بشكل عام كما هو الحال مع صراعات محددة، والتي غالبًا ما تمثل فقط ذروة هرم العنف والعذاب... أنا قلق بشأن كل الآلام والارتباك الذي يعيق اكتشافنا وإنجازنا.... بهذا المعنى، فإن العامل الاجتماعي أو المعلم أو المشرع الحكيم أو الجار الصالح هو صانع سلام بقدر ما تكشف المرأة أو الرجل عن بعض المشاكل المعقدة الدولية القاتلة». (الكويكر إيمان وممارسة 24.35).

## الوفاة
توفي يوم الخميس 28 سبتمبر 2006 في لندن. مرض لمدة أسبوع تقريبًا بلوكيميا شديدة الفوعة.

## وصلات خارجية
- The Adam Curle Archive
- Department of Peace Studies, University of Bradford